# Route nationale 122
Pour les articles homonymes, voir N122 et Route nationale 122 (homonymie).
La route nationale 122, ou RN 122, est une route nationale française reliant la limite départementale Lot - Cantal, sur la commune de Maurs, à Massiac, en passant par Aurillac et le tunnel du Lioran. Jusqu'en 2023, elle se poursuivait jusqu'à Figeac, dans le département du Lot.
Elle double la ligne de chemin de fer Clermont-Ferrand - Neussargues - Le Lioran - Aurillac - Figeac - Toulouse-Matabiau.
Le trafic longue distance de la RN 122 ne dépasse pas 3 000 véhicules en moyenne par jour avant Murat (Cantal) et après Maurs, mais l'itinéraire reste saturé car la fréquentation atteint 8 000 à Vic-sur-Cère et à 15 000 véhicules à l'ouest d'Aurillac en raison des déplacements locaux.
En effet, la nouvelle autoroute A 75 reliant Clermont-Ferrand à Béziers, offre un itinéraire de contournement qui prend déjà en charge une moyenne de 19 000 véhicules par jour entre Massiac et Millau, 12 500 à Saint-Flour.

## Tracé actuel: de Maurs à Massiac

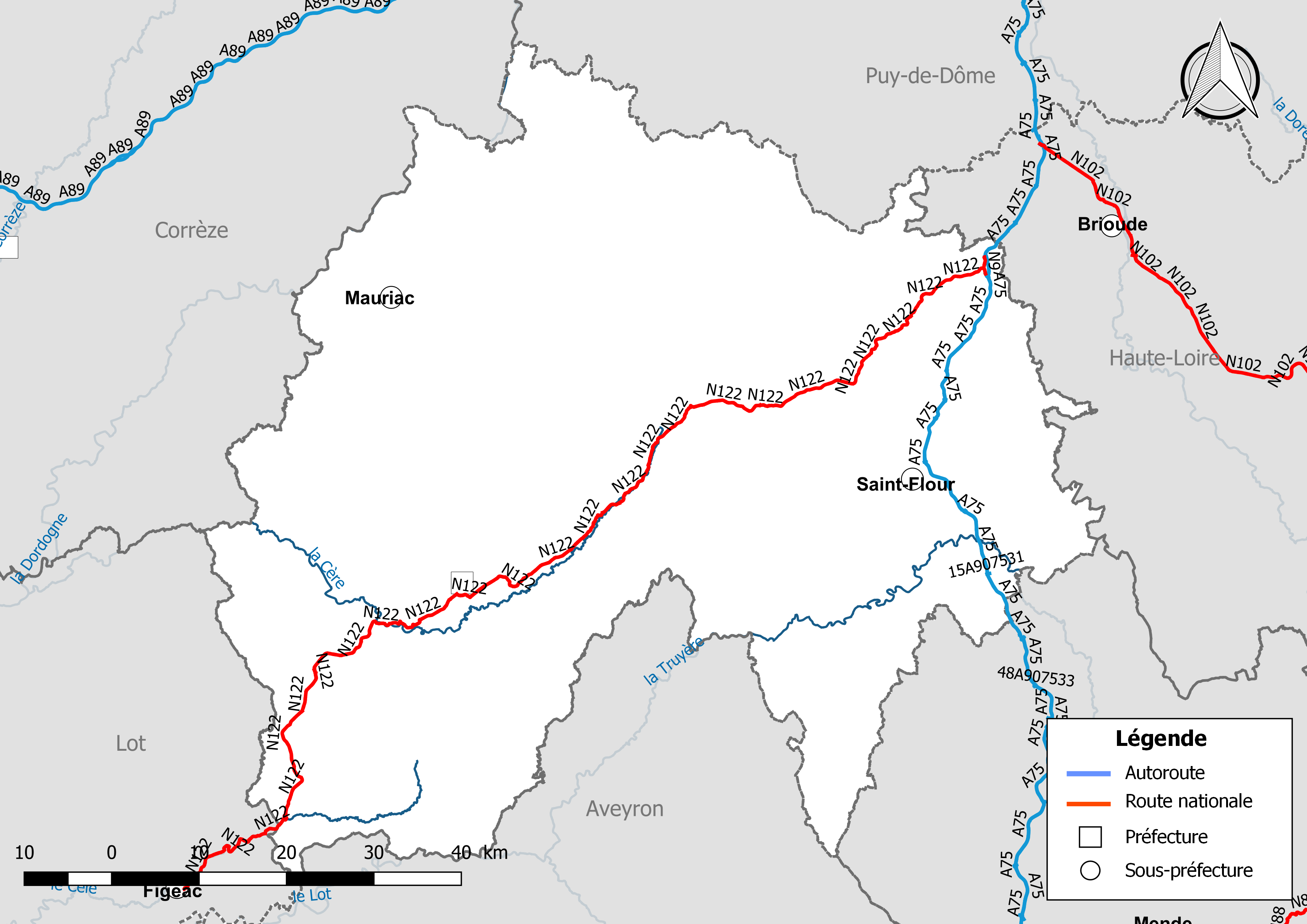
Carte du réseau routier du Cantal.

Depuis le 1er janvier 2024, la RN 122 parcourt le seul département du Cantal, suite à un déclassement de la courte partie qui reliait Figeac, dans le Lot, à la limite départementale avec le Cantal. Cet itinéraire peut se décomposer en trois tronçons :
- de Maurs à Aurillac, il s'agit du seul tronçon historique subsistant ;
- d'Aurillac à Murat, ce tronçon appartenait jusqu'en 1972 à la RN 126 ;
- de Murat à Massiac, ce tronçon appartenait jusqu'en 1972 à la RN 588.

Le décret no 2005-1499 du 5 décembre 2005 maintient la route nationale 122 dans le réseau routier national au titre de « la desserte d'Aurillac et de Figeac assurée depuis l'autoroute A75 ».
La loi no 2022-217 du 21 février 2022, dite loi 3DS, prévoit le transfert des routes nationales aux collectivités volontaires :
- dans le département du Lot, la nationale 122 est transférée en intégralité au 1er janvier 2024[5] au département du Lot sur son territoire (16 km)[3],[6] ;
- dans le département du Cantal, initialement prévue le 1er janvier 2024, la mise à disposition à la région Auvergne-Rhône-Alpes sur la partie cantalienne se fera le 1er janvier 2025[Passage à actualiser][7]

La route nationale 122 joue un rôle important pour le désenclavement du Cantal. Elle constitue, avec l'autoroute A75, « la principale desserte du Cantal, qu'elle traverse de part en part selon un axe Nord-Est – Sud-Ouest ». Plusieurs opérations de modernisation de l'axe ont été menées, telles que la reconstruction du tunnel du Lioran (inauguré en 2007) ou des déviations de bourgs. Il s'agit donc de l'un des axes principaux connecté au réseau routier du Cantal.

### De Figeac à Aurillac (jusqu'en 2023)
La route a été refaite entre Sansac-de-Marmiesse et Maurs.
Les communes traversées sont :
- Figeac (km 0) (départementale du Lot depuis 2024[3]) ;
- Bagnac-sur-Célé (km 15) (départementale du Lot depuis 2024[3]) ;
- Maurs (km 22) ;
- Saint-Julien-de-Toursac (déviée, km 31) ;
- Rouziers (km 33) ;
- Cayrols (déviée, km 38) ;
- Manhes, commune de Saint-Mamet-la-Salvetat (dévié) ;
- Saint-Mamet-la-Salvetat (déviée, km 45) ;
- Pont du Laurent sur la Cère ;
- Sansac-de-Marmiesse (déviée, km 52) ;
- Aurillac (km 61).

Entre Sansac-de-Marmiesse et Aurillac :
- un contournement de Sansac-de-Marmiesse a été réalisé par le nord, commençant près du lieu-dit Pont du Laurent, à l'ouest de la commune[9] ; déclaré d'utilité publique le 5 avril 2013[10] et long de 7,5 km, il est ouvert le 21 décembre 2022 (coût des travaux 76,6 millions d'euros)[11] ;
- une déviation au sud d'Aurillac a été créée entre les giratoires de la Poudrière et du Garric et ouverte à la circulation le 30 janvier 2020[12] et inaugurée dix jours plus tôt[13]. L'ancien tracé devient la RN 2122. L'avenue du Garric devrait aussi être réaménagée[9].

La déviation est exploitée par la Direction interdépartementale des Routes (DIR) Massif Central qui gère toute la RN 122. Cette opération a été inscrite au contrat de plan État-Région 2015-2020.

### D’Aurillac à Massiac

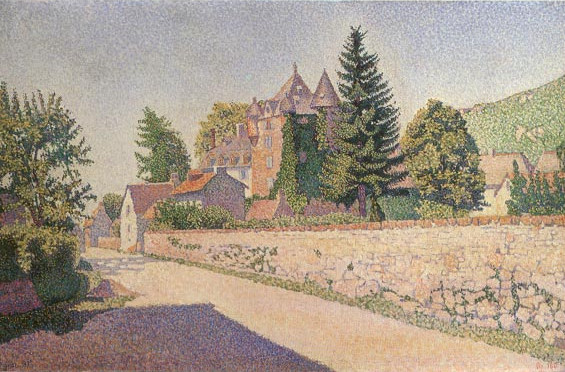
RN 122 passant devant le château de Comblat à Vic-sur-Cère.

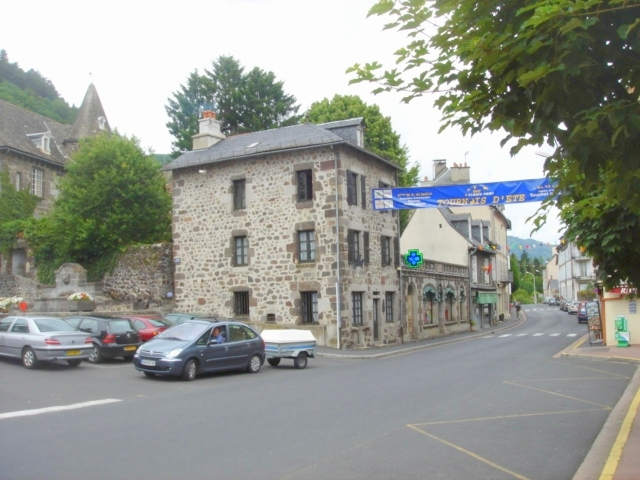
RN 122, traversée de Vic-sur-Cère.

La route n'a pas été refaite entre Murat et le tunnel du Lioran, ni entre Thiézac et Polminhac. La traversée des agglomérations est parfois difficile. À Aurillac, il existe une voie de contournement passant par la zone d'activités mais la RN 122 passe par le centre-ville.
Les communes traversées sont :
- Aurillac (km 61) ;
- Maison Neuve, commune de Giou-de-Mamou (km 66) ;
- Yolet (km 70) (partie refaite entre Yolet et Polminhac) ;
- Meymac, commune de Polminhac ;
- Polminhac (km 75) ;
- Comblat le Château, commune de Vic-sur-Cère ;
- Vic-sur-Cère (km 80) (vitesse limitée à 45 km/h), traversée difficile les jours de marché et de fêtes, interdite aux caravanes et aux poids lourds, il existe un contournement par le sud ;
- Thiézac (déviée) (km 86) ;
- Saint-Jacques-des-Blats (km 92) (partie refaite) ;
- Tunnel du Lioran (hauteur limitée à 4,30 m, avec déviation hors gabarit par le CD 67) ;
- Le Lioran, commune de Laveissière (partie non refaite) ;
- Murat (km 109) (vitesse limitée à 45 km/h, partie refaite) ;
- La Chapelle-d'Alagnon (km 111) ;
- Le Choulou, commune de Celles ;
- Neussargues, commune de Neussargues-Moissac (km 118) ;
- Ferrières-Saint-Mary (km 128) ;
- Peyreneyre, commune de Molompize ;
- Molompize (km 137) ;
- Massiac (km 143). Le trafic ne dépasse pas 3 500 véhicules par jour.

## Ancienne RN 122
En 1824, la route royale 122 était définie « de Toulouse à Clermont par Aurillac ». Elle commençait en fait à Gaillac — le tronçon de Toulouse à Gaillac étant assuré par la route no 88 de Lyon à Toulouse — et se terminait à Laqueuille où elle rejoignait la route no 89 de Lyon à Bordeaux. Les traversées de Villefranche-de-Rouergue et d'Aurillac étaient confondues respectivement avec les routes nationales 111 et 120. Elle succède à la route impériale 142.
La majeure partie de l'ancien tracé a été déclassée en RD 922 après la réforme de 1972 (RD 822 dans le Lot) ; seule la section Figeac — Aurillac étant restée nationale.

### Tracé de l'ancienne RN 122

#### De Gaillac à Figeac
Les communes traversées étaient :
- Gaillac ;
- Barreau, commune de Gaillac ;
- Cahuzac-sur-Vère ;
- Cordes-sur-Ciel ;
- Saint-Martin-Laguépie ;
- Laguépie ;
- La Croix Grande, commune de Saint-André-de-Najac ;
- La Fouillade ;
- Sanvensa ;
- Villefranche-de-Rouergue ;
- Villeneuve ;
- Charlet, commune de Villeneuve ;
- Encastrades, communes de Foissac et de Villeneuve ;
- Prix, commune de Causse-et-Diège ;
- Loupiac, commune de Causse-et-Diège ;
- Pont de la Madeleine, sur le Lot ;
- Aiguille, commune de Figeac ;
- Figeac.

#### De Figeac à Aurillac
Pour les communes desservies voir la section « De Figeac à Aurillac » du tracé actuel.
Le tronçon entre Figeac et Aurillac est resté route nationale.
D'Aurillac aux Quatre Chemins, la RN 122 était confondue avec la RN 120 (devenue la RD 120).

#### Des Quatre Chemins à Mauriac
- Les Quatre Chemins, communes de Naucelles et d'Ytrac D 922 ;
- Naucelles ;
- Jussac ;
- Apcher, commune de Saint-Cernin ;
- Saint-Cernin (déviée) ;
- Saint-Chamant (déviée) ;
- Saint-Martin-Valmeroux (déviée) ;
- Les Quatre Routes, commune de Saint-Martin-Valmeroux (déviée) ;
- Salins (déviée) ;
- Mauriac D 922.

#### De Mauriac à Laqueuille
- Mauriac D 922 ;
- Le Vigean ;

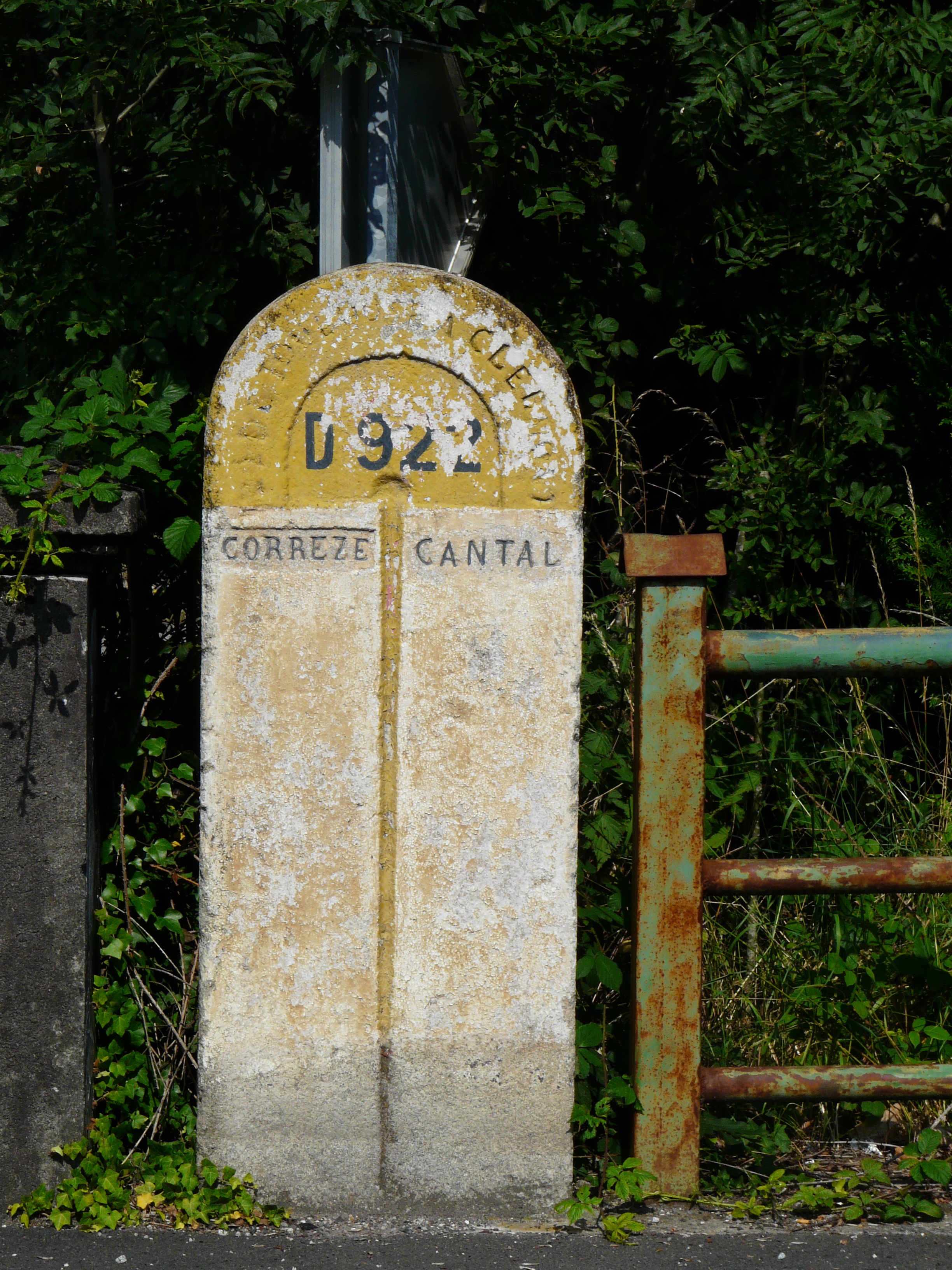
Borne limite entre la Corrèze et le Cantal.

- Boissières, commune de Jaleyrac (déviée) ;
- Bassignac ;
- Ydes ;
- Saint-Thomas, commune de Bort-les-Orgues ;
- Bort-les-Orgues ;
- Mouleyres, commune de Lanobre ;
- Veillac, commune de Lanobre ;
- Le Péage, commune de Lanobre ;
- Sioprat, commune de Lanobre ;
- La Pradelle, commune de Lanobre ;
- Les Quatre Vents, commune de Bagnols ;
- Tauves ;
- Mejanesse, commune de Saint-Sauves-d'Auvergne ;
- Saint-Sauves-d'Auvergne (déviée) ;
- Hors, commune de Saint-Sauves-d'Auvergne (déviée) ;
- Laqueuille, où elle rencontrait la RN 89 (devenue RD 2089).

Entre la RD 98 et le col de la Chabanne (altitude 1 025 m), la RD 922 a repris un tronçon de la RN 89, qui est donc déviée. Virages contrastés dans le bourg et vitesse limitée à 30 km/h.

## Ancienne route Toulouse - Clermont
L'actuelle RN 122 qui passe dans la vallée de la Cère et le tunnel du Lioran est une route royale qui a été créée par les intendants au XVIIIe siècle afin de remplacer la Via Celtica, probablement d'origine romaine, qui passait en ligne droite sur les crêtes par le Plomb du Cantal.

## Longueurs des tronçons
L'actuelle RN 122 ne compte que 143 km (61 km entre Figeac et Aurillac et 82 km jusqu'à Massiac).
L'ancienne RN 122 était plus longue (294 km) : 107 km entre Gaillac et Figeac, 61 km entre Figeac et Aurillac et 126 km entre Aurillac et la RN 89 à Laqueuille.

## Trafic
Sur l'actuelle RN 122, le trafic routier est faible : seulement 3 770 véhicules par jour ont été comptabilisés sur la partie sud de la route, dont 10 % de poids lourds. À l'est d'Aurillac, ce chiffre s'élève à 7 895 (8,5 % de poids lourds), et à 5 970 à l'ouest de Murat.

## Galerie d’images

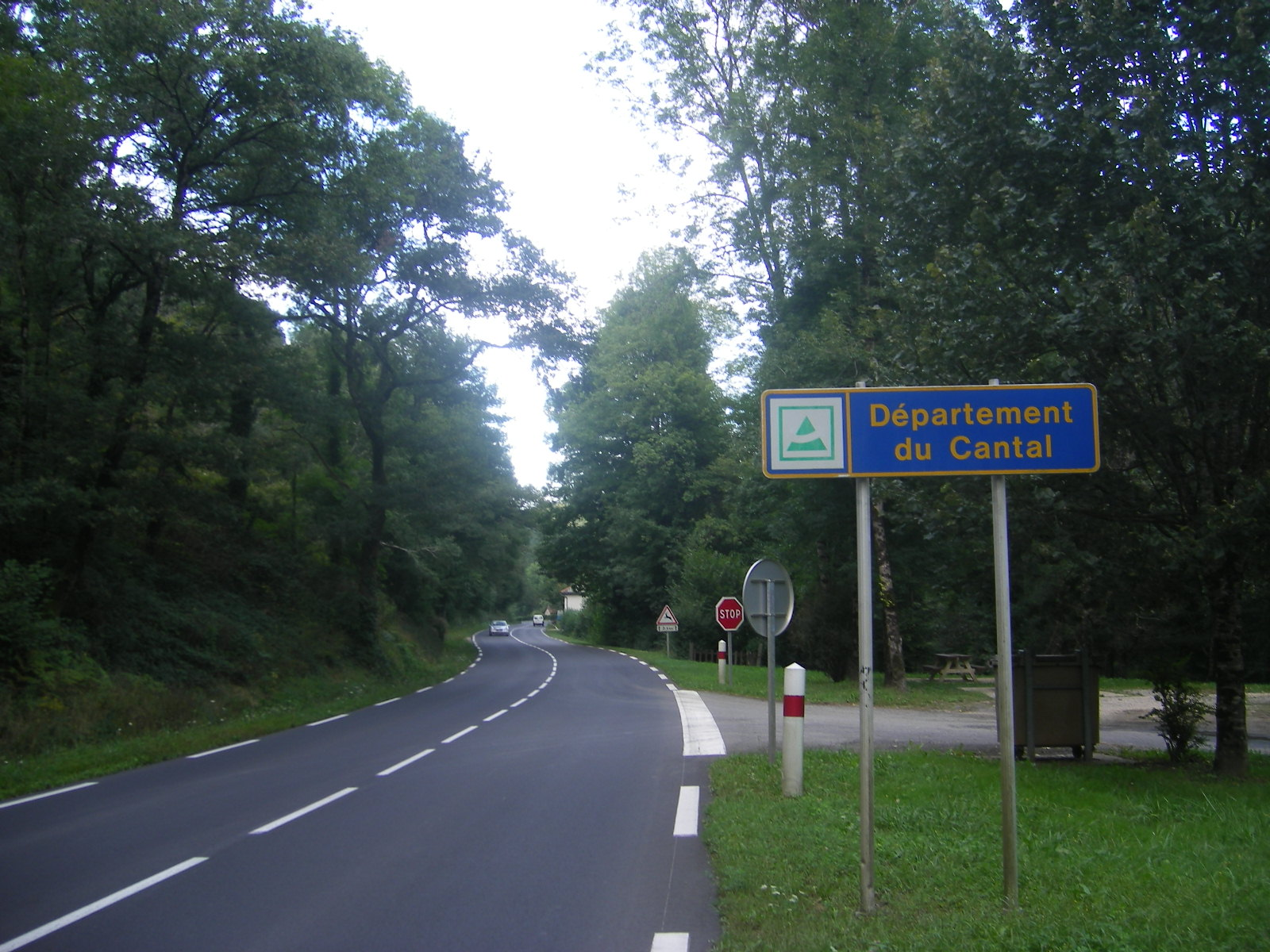
La RN 122 entre Bagnac-sur-Célé et Maurs.
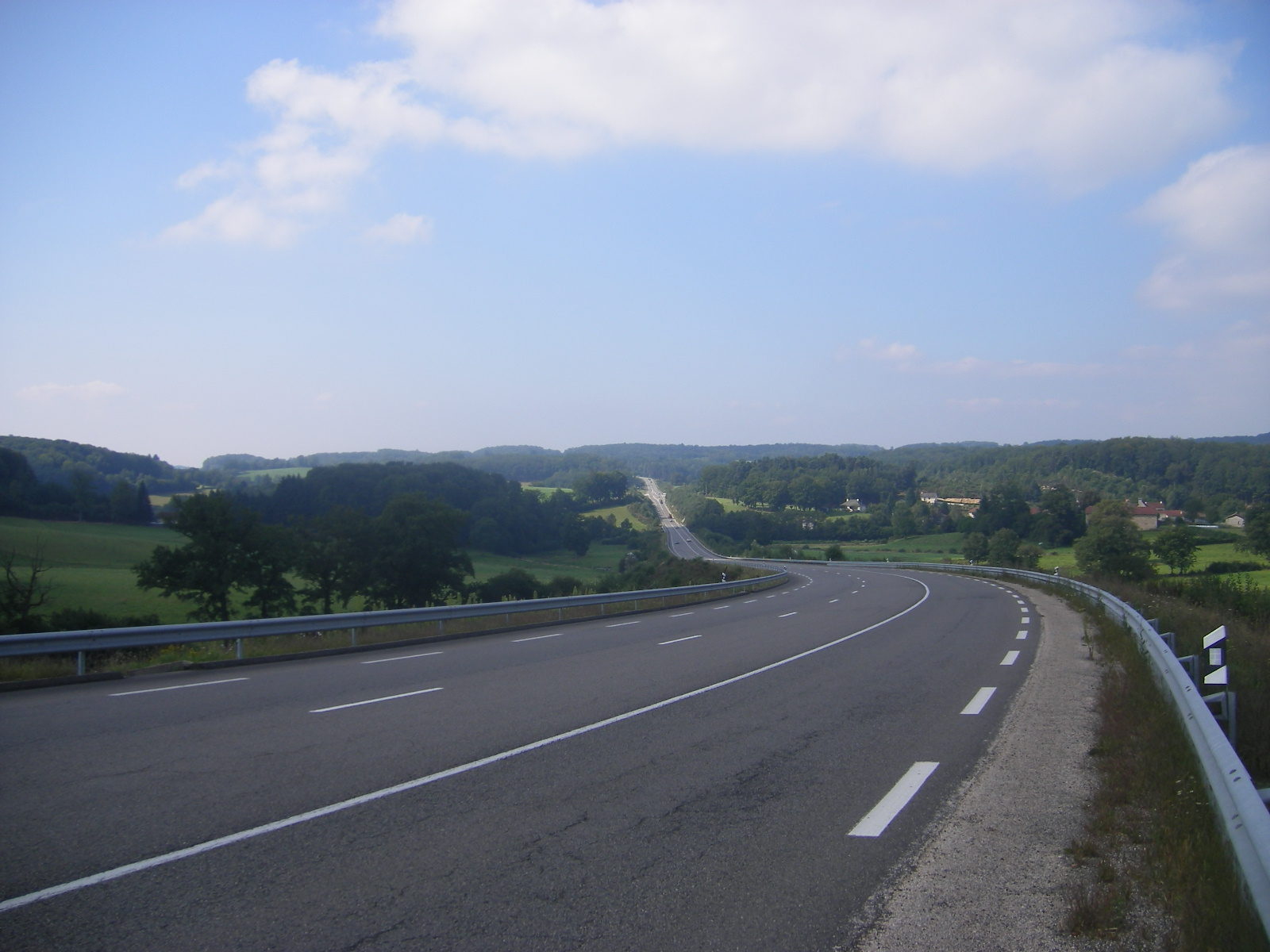
La RN 122 près du Rouget.